# Quezon Service Cross
La Quezon Service Cross è la massima onorificenza filippina.

## Storia
L'onorificenza venne istituita nel 1946 da una risoluzione congiunta del primo congresso e dedicata a Manuel Quezón.
La decorazione viene conferita dal presidente delle Filippine, con il concorso del congresso ai cittadini filippini per "servizio esemplare alla nazione in un modo e ad un livello tale da aggiungere prestigio alla Repubblica delle Filippine, o per aver contribuito a beneficio duraturo del suo popolo ".
L'onorificenza ha cessato di esistere tra il 1973 e il 1986 in quanto il congresso filippino era stato temporaneamente abolito.

## Insigniti
Ad oggi gli insigniti sono cinque:
- Carlos P. Rómulo (1951)
- Emilio Aguinaldo (1956)
- Ramón Magsaysay (1957, postumo)
- Benigno S. Aquino, Jr. (2004, postumo)
- Jesse Robredo (2012, postumo)